# Bandiera dell'Indiana
La bandiera dell'Indiana consiste di una torcia dorata che emana raggi d'oro, attorniata da 19 stelle anch'esse d'oro, in campo blu. La torcia rappresenta la libertà e l'illuminismo ed i raggi simboleggiano la sua influenza a distanza. Il numero delle stelle sta ad indicare l'ingresso dell'Indiana negli Stati Uniti d'America come 19º stato; la disposizione di tali stelle non è casuale: le 13 stelle nel cerchio esterno in rappresentano le 13 colonie che diedero vita agli U.S.A., le 5 all'interno indicano i cinque stati che successivamente sono diventati parte della federazione e la stella più grande sopra la torcia rappresenta l'Indiana stesso. La bandiera venne adottata dall'Assemblea generale dell'Indiana nel 1917, in occasione dei festeggiamenti per il centenario dello Stato (1916). Il disegno attuale fu il vincitore di un concorso sponsorizzato dalle Daughters of the American Revolution. L'autore del disegno fu Paul Hadley da Mooresville.